# Phytomyza vitalae
Phytomyza vitalae este o specie de muște din genul Phytomyza, familia Agromyzidae, descrisă de Johann Heinrich Kaltenbach în anul 1872.
Este endemică în Germania. Conform Catalogue of Life specia Phytomyza vitalae nu are subspecii cunoscute.